# 아펠 보쿰
아펠 보쿰(Afel Bocoum, 1955년생)은 말리 출신의 음악가로, 가수이자 기타리스트로 알려져 있다. 그는 알리 파르카 투레의 그룹 ASCO의 멤버로 경력을 시작했으며 투레는 종종 그의 멘토로 간주된다. 두 사람 모두 나이저강의 니아풍케 마을 출신이며 송가이족의 일원이다. 보쿰은 직업상 농업 고문이다.

## 음반
- Alkibar, 1999
- Featured on Savane by Ali Farka Touré, 2006
- Niger (2006, Contre Jour)
- Tabital Pulaaku (2009, Contre Jour)
- Lindé (2020, World Circuit)

기여 아티스트
- Unwired: Africa (2000, World Music Network)
- Mali Music (2002)